# Вишхафен
Вишхафен (нем. Wischhafen) — община в Германии, в земле Нижняя Саксония.
Входит в состав района Штаде. Подчиняется управлению Нордкединген. Население составляет 3059 человек (на 31 декабря 2010 года). Занимает площадь 33,68 км².
Коммуна подразделяется на 6 сельских округов.